# Robert Flacelière
Robert Flacelière, né le 29 mai 1904 dans le 5e arrondissement de Paris et mort le 23 mai 1982 à Castries (Hérault), est un philologue et helléniste français, professeur à la Sorbonne et ancien directeur de l'École normale supérieure (Paris).

## Biographie
Après de brillantes études au lycée Henri-IV, il entre en 1922 à l'École normale supérieure, puis est reçu premier à l'agrégation de grammaire en 1925. La même année, il entre à l'École française d'Athènes, où il s'intéresse notamment à l'épigraphie. Sa thèse de doctorat, soutenue en 1935 et publiée en 1937, s'intitule Les Aitoliens à Delphes : contributions à l'histoire de la Grèce centrale au IIIe siècle av. J.-C. Il enseigne la langue et la littérature grecques à la Faculté des lettres de Lyon (de 1932 à 1948), puis à celle de Paris. En 1967, il est élu membre de l'Académie des inscriptions et belles-lettres.
Il dirige l'École normale supérieure de 1963 à 1971. Le président Georges Pompidou, lui-même ancien élève de cet établissement, met un terme à ses fonctions après l'occupation de l'école par des groupuscules maoïstes lors de la « Nuit de la Commune ». Il prend ensuite la direction de la Fondation Thiers, de 1975 à 1980.
En février 1978, il fait partie des membres fondateurs du Comité des intellectuels pour l'Europe des libertés.
De retour d'une croisière en Méditerranée, il meurt le 23 mai 1982.

## Œuvre
Robert Flacelière a traduit l’Iliade, Médée d'Euripide, les Homélies I à V de Sur l’incompréhensibilité divine de Jean Chrysostome pour la collection des Sources chrétiennes et le Dialogue sur les oracles de la Pythie de Plutarque.
Il a également dirigé l'édition et la traduction de plusieurs ouvrages de Plutarque pour la Collection des Universités de France : les Vies parallèles, en collaboration avec Émile Chambry, et plusieurs volumes des Moralia.
Normale en péril (1971) est le récit de la « Nuit de la Commune » du printemps 1971. Ce pamphlet écrit sur le vif des événements est aussi un témoignage sur l'École normale supérieure au début des années 1970, l'inadaptation et la contestation de son modèle universitaire, le début de ce que Jean Bousquet, son successeur à la tête de cet établissement des plus prestigieux, appellera les « années grises ».
Il est également l'auteur de :
- La Vie quotidienne en Grèce au temps de Périclès (1959)
- L'Amour en Grèce (1960)
- Devins et oracles grecs (1961)
- Histoire littéraire de la Grèce (1962), prix Albéric-Rocheron de l'Académie française en 1963
- Sagesse de Plutarque (1964).